# Hellmuth Becker
Hellmuth Becker (Alt Ruppin, 12 agosto 1902 – Sverdlovs'k, 28 febbraio 1953) è stato un generale tedesco, comandante delle Waffen-SS durante la seconda guerra mondiale.

## Biografia

### Primi anni
Hellmuth Becker nacque nella città di Alt Ruppin nel Brandeburgo, nel 1902, era figlio del maestro pittore Hermann Becker e di sua moglie Elisabeth. Dopo aver completato gli studi a Neuruppin, entrò nell'amministrazione della città di Alt Ruppin.

### Reichswehr
Il 1° agosto 1920 entrò nella Reichswehr, l'esercito della Repubblica di Weimar, nel 5. (Preußische) Infanterie-Regiment e completò l'addestramento con la 16° compagnia a Greifswald e la 5° compagnia ad Angermünde. Si diplomò all'Istituto Tecnico dell'Esercito e sposò Lieselotte Kutzner, figlia del defunto capo maestro d'armi Max Kutzner, ad Angermünde il 19 aprile 1930. Fu congedato dall'esercito il 1° agosto 1932.

### Schutzstaffel
Entrò nelle Waffen-SS il 28 febbraio 1932, dove conobbe Wilhelm Bittrich e Hermann Priess. Il 17 giugno 1934 fu nominato aiutante di campo della 74. SS-Standarte con il grado di SS-Untersturmführer. Il 25 settembre 1934 divenne comandante della I. / SS 2 "Germania" ed il 10 marzo 1935 fu promosso SS-Obersturmführer (Tenente Maggiore). Nominato comandante del I./SS-Totenkopf-Verband "Oberbayern" il 1° luglio 1935,venne stanziato presso il campo di concentramento di Dachau e fu promosso SS-Hauptsturmführer (tenente superiore) il 30 gennaio 1936. Il 10 luglio 1937 gli fu assegnato il comando del I./SS-Totenkopf-Verband, di cui divenne comandante il 9 novembre 1937, con il grado di SS-Sturmbannführer. La sua unità venne impiegata nell'Anschluss e nell'Occupazione tedesca della Cecoslovacchia.

### Seconda guerra mondiale
Promosso SS-Obersturmbannführer il 9 novembre 1940, gli fu affidato il comando dell'SS-Totenkopf-Infanterie-Regiment 3 il 7 luglio 1941. L'11 luglio 1941 gli fu assegnato il comando del SS-Totenkopf-Infanterie-Regiments 1. L'8 agosto 1941 divenne comandante del 1° battaglione dello stesso reggimento. Il 12 settembre 1941 assunse il comando del battaglione motociclisti della 3. SS-Panzerdivision "Totenkopf". Il 25 ottobre 1941 gli fu assegnato il comando del SS-Totenkopf-Infanterie-Regiment 3 e successivamente ne divenne comandante. Il 4 gennaio 1942 fu promosso SS-Standartenführer e nel 1943 nacque sua figlia, Petra Becker. Il 13 agosto 1943 con il suo reggimento conquistarono la città di Nikotowka e favorirono in modo decisivo l'attacco della divisione, per questo motivo, il 7 settembre 1943 gli fu conferita la Croce di Cavaliere. Il 13 gennaio 1944 fu trasferito alla Führerreserve e il 13 marzo 1944 divenne comandante del SS-Panzergrenadier-Regiments 36. Il 24 giugno 1944 divenne comandante della 3. SS-Panzerdivision "Totenkopf" e durante i combattimenti difensivi da luglio a ottobre 1944, ricevette le foglie di quercia della croce di ferro il 21 settembre 1944. Il 1° ottobre 1944 fu promosso a Brigadeführer e Maggior Generale delle Waffen-SS e a dicembre la sua divisione fu mobilitata in Ungheria per partecipare alle battaglie nei dintorni di Budapest. La divisione attraversò il Danubio muovendosi verso Vienna  per cercare di arrendersi alle forze statunitensi, la resa fu rifiutata dagli statunitensi e la divisione fu consegnata ai sovietici. Nel novembre 1947, fu posto sotto processo da una corte militare sovietica a Poltava e condannato a 25 anni di lavori forzati per crimini di guerra. Subì un ulteriore processo, venne condannato a morte per sabotaggio sul lavoro e fucilato nel febbraio 1953.